# Élections cantonales de 1992 en Eure-et-Loir
Les élections cantonales ont eu lieu les 22 et 29 mars 1992.
Lors de ces élections, 14 des 29 cantons d'Eure-et-Loir ont été renouvelés. Elles ont vu la reconduction de la majorité RPR dirigée par Martial Taugourdeau, président du conseil général depuis 1985.

## Résultats à l’échelle du département
Répartition départementale des résultats (2e tour).
- PS (15,67 %)
- PRG (8,24 %)
- Majorité (13,39 %)
- RPR (19,36 %)
- UDF (29,81 %)
- DVD (8,6 %)
- FN (4,92 %)

| Étiquette      | Étiquette                          | Premier tour | Premier tour | Second tour | Second tour | Sièges |
| Étiquette      | Étiquette                          | Voix         | %            | Voix        | %           | Sièges |
| -------------- | ---------------------------------- | ------------ | ------------ | ----------- | ----------- | ------ |
|                | Parti socialiste                   | 10 253       | 11,42        | 11 602      | 15,67       | 2      |
|                | Majorité présidentielle            | 7 446        | 8,29         | 9 910       | 13,39       | 1      |
|                | Parti radical de gauche            | 5 470        | 6,09         | 6 104       | 8,24        | 1      |
|                | Parti communiste français          | 4 935        | 5,50         |             |             |        |
| Gauche         | Gauche                             | 28 104       | 31,30        | 27 616      | 37,30       | 4      |
|                |                                    |              |              |             |             |        |
|                | Union pour la démocratie française | 16 953       | 18,88        | 22 070      | 29,81       | 3      |
|                | Rassemblement pour la République   | 13 866       | 15,44        | 14 333      | 19,36       | 5      |
|                | Front national                     | 13 412       | 14,94        | 3 646       | 4,92        | 0      |
|                | Divers droite                      | 9 446        | 10,52        | 6 370       | 8,60        | 2      |
| Droite         | Droite                             | 53 677       | 59,78        | 46 419      | 62,69       | 10     |
|                |                                    |              |              |             |             |        |
|                | Les Verts                          | 8 013        | 8,92         |             |             |        |
|                |                                    |              |              |             |             |        |
| Inscrits       | Inscrits                           | 133 240      | 100,00       | 125 642     | 100,00      |        |
| Abstention     | Abstention                         | 38 455       | 28,86        | 46 129      | 36,71       |        |
| Votants        | Votants                            | 94 785       | 71,14        | 79 513      | 63,29       |        |
| Blancs et nuls | Blancs et nuls                     | 4 991        | 5,27         | 5 478       | 6,89        |        |
| Exprimés       | Exprimés                           | 89 794       | 94,73        | 74 035      | 93,11       |        |

## Résultats par canton

### Canton de Brou
| Candidats      | Candidats              | Étiquette      | Premier tour | Premier tour | Second tour | Second tour |
| Candidats      | Candidats              | Étiquette      | Voix         | %            | Voix        | %           |
| -------------- | ---------------------- | -------------- | ------------ | ------------ | ----------- | ----------- |
|                | Jacques Delavallée*    | PRG            | 1 813        | 37,29        | 2 479       | 54,99       |
|                | Jean Granger           | UDF            | 1 190        | 24,48        | 2 029       | 45,01       |
|                | Jean-Claude Philippe   | DVD            | 821          | 16,89        | Retrait     | Retrait     |
|                | Jean Thioux            | FN             | 539          | 11,09        |             |             |
|                | Mireille Ladeve-Lepine | Verts          | 334          | 6,87         |             |             |
|                | Michel Poze            | PCF            | 165          | 3,39         |             |             |
|                |                        |                |              |              |             |             |
| Inscrits       | Inscrits               | Inscrits       | 7 006        | 100,00       | 7 006       | 100,00      |
| Abstention     | Abstention             | Abstention     | 1 883        | 26,88        | 2 178       | 31,09       |
| Votants        | Votants                | Votants        | 5 123        | 73,12        | 4 828       | 68,91       |
| Blancs et nuls | Blancs et nuls         | Blancs et nuls | 261          | 5,09         | 320         | 6,63        |
| Exprimés       | Exprimés               | Exprimés       | 4 862        | 94,91        | 4 508       | 93,37       |

*sortant

### Canton de Chartres-Nord-Est
| Candidats      | Candidats             | Étiquette      | Premier tour | Premier tour | Second tour | Second tour |
| Candidats      | Candidats             | Étiquette      | Voix         | %            | Voix        | %           |
| -------------- | --------------------- | -------------- | ------------ | ------------ | ----------- | ----------- |
|                | François Catel        | UDF            | 1 527        | 20,34        | 3 453       | 55,56       |
|                | Pierre Raymondaud     | PS             | 1 283        | 17,09        | 2 762       | 44,44       |
|                | René Chevanche        | FN             | 950          | 12,65        |             |             |
|                | Gérard Dabadie        | PS             | 852          | 11,35        |             |             |
|                | Jean-Pierre Lelièvre* | DVD            | 836          | 11,13        |             |             |
|                | Daniel Gaudian        | Verts          | 677          | 9,02         |             |             |
|                | Jean-Jacques Baudin   | PRG            | 451          | 6,01         |             |             |
|                | Alice Perche          | PCF            | 346          | 4,61         |             |             |
|                | Jacques Peyratout     | UDF            | 300          | 4,00         |             |             |
|                | Joseph Fromont        | DVD            | 286          | 3,81         |             |             |
|                |                       |                |              |              |             |             |
| Inscrits       | Inscrits              | Inscrits       | 11 098       | 100,00       | 11 098      | 100,00      |
| Abstention     | Abstention            | Abstention     | 3 198        | 28,82        | 4 353       | 39,22       |
| Votants        | Votants               | Votants        | 7 900        | 71,18        | 6 745       | 60,78       |
| Blancs et nuls | Blancs et nuls        | Blancs et nuls | 392          | 4,96         | 530         | 7,86        |
| Exprimés       | Exprimés              | Exprimés       | 7 508        | 95,04        | 6 215       | 92,14       |

*sortant

### Canton de Chartres-Sud-Ouest
| Candidats      | Candidats             | Étiquette      | Premier tour | Premier tour | Second tour | Second tour |
| Candidats      | Candidats             | Étiquette      | Voix         | %            | Voix        | %           |
| -------------- | --------------------- | -------------- | ------------ | ------------ | ----------- | ----------- |
|                | Gérard Cornu          | RPR            | 4 189        | 36,03        | 5 949       | 64,17       |
|                | Marc Darmon           | PS             | 2 182        | 18,77        | 3 321       | 35,83       |
|                | Daniel Fuhrmann       | FN             | 1 667        | 14,34        |             |             |
|                | Marie-Hélène Aubert   | Verts          | 1 268        | 10,90        |             |             |
|                | Jean Legue            | DVD            | 1 095        | 9,42         |             |             |
|                | Françoise Ferronniere | UDF            | 656          | 5,64         |             |             |
|                | Lionel Geollot        | PCF            | 571          | 4,91         |             |             |
|                |                       |                |              |              |             |             |
| Inscrits       | Inscrits              | Inscrits       | 17 663       | 100,00       | 17 663      | 100,00      |
| Abstention     | Abstention            | Abstention     | 5 219        | 29,55        | 7 555       | 42,77       |
| Votants        | Votants               | Votants        | 12 444       | 70,45        | 10 108      | 57,23       |
| Blancs et nuls | Blancs et nuls        | Blancs et nuls | 816          | 6,56         | 838         | 8,29        |
| Exprimés       | Exprimés              | Exprimés       | 11 628       | 93,44        | 9 270       | 91,71       |

### Canton de Châteaudun
| Candidats      | Candidats           | Étiquette      | Premier tour | Premier tour | Second tour | Second tour |
| Candidats      | Candidats           | Étiquette      | Voix         | %            | Voix        | %           |
| -------------- | ------------------- | -------------- | ------------ | ------------ | ----------- | ----------- |
|                | Alain Venot         | RPR            | 3 412        | 31,43        | 4 715       | 51,16       |
|                | Anne-Marie Dousset* | UDF            | 3 002        | 27,66        | 4 502       | 48,84       |
|                | Denis Dechartres    | FN             | 1 117        | 10,29        |             |             |
|                | Paul Chevrier       | Verts          | 1 050        | 9,67         |             |             |
|                | Yves Benoist        | PCF            | 952          | 8,77         |             |             |
|                | Gilbert Daumarie    | PS             | 897          | 8,26         |             |             |
|                | Andre Lebat         | PRG            | 425          | 3,92         |             |             |
|                |                     |                |              |              |             |             |
| Inscrits       | Inscrits            | Inscrits       | 15 813       | 100,00       | 15 813      | 100,00      |
| Abstention     | Abstention          | Abstention     | 4 353        | 27,53        | 5 356       | 33,87       |
| Votants        | Votants             | Votants        | 11 460       | 72,47        | 10 457      | 66,13       |
| Blancs et nuls | Blancs et nuls      | Blancs et nuls | 605          | 5,28         | 1 240       | 11,86       |
| Exprimés       | Exprimés            | Exprimés       | 10 855       | 94,72        | 9 217       | 88,14       |

*sortant

### Canton de Châteauneuf-en-Thymerais
| Candidats      | Candidats            | Étiquette      | Premier tour | Premier tour |
| Candidats      | Candidats            | Étiquette      | Voix         | %            |
| -------------- | -------------------- | -------------- | ------------ | ------------ |
|                | Martial Taugourdeau* | RPR            | 2 536        | 61,23        |
|                | Marc Gillet          | FN             | 915          | 22,09        |
|                | Hervé Destienne      | PS             | 519          | 12,53        |
|                | Marc Devige          | PCF            | 172          | 4,15         |
|                |                      |                |              |              |
| Inscrits       | Inscrits             | Inscrits       | 5 833        | 100,00       |
| Abstention     | Abstention           | Abstention     | 1 486        | 25,48        |
| Votants        | Votants              | Votants        | 4 347        | 74,52        |
| Blancs et nuls | Blancs et nuls       | Blancs et nuls | 205          | 4,72         |
| Exprimés       | Exprimés             | Exprimés       | 4 142        | 95,28        |

*sortant

### Canton de Dreux-Sud
| Candidats      | Candidats              | Étiquette      | Premier tour | Premier tour | Second tour | Second tour |
| Candidats      | Candidats              | Étiquette      | Voix         | %            | Voix        | %           |
| -------------- | ---------------------- | -------------- | ------------ | ------------ | ----------- | ----------- |
|                | Christophe Ducrot      | FN             | 2 507        | 33,49        | 2 548       | 36,20       |
|                | Maurice Legendre*      | PS             | 2 200        | 29,39        | 2 836       | 40,29       |
|                | Jean-Pierre Larsonneur | UDF            | 1 517        | 20,26        | 1 655       | 23,51       |
|                | Francois Fillon        | Verts          | 1 014        | 13,55        |             |             |
|                | Guy Henault            | PCF            | 248          | 3,31         |             |             |
|                |                        |                |              |              |             |             |
| Inscrits       | Inscrits               | Inscrits       | 11 617       | 100,00       | 11 618      | 100,00      |
| Abstention     | Abstention             | Abstention     | 3 852        | 33,16        | 4 360       | 37,53       |
| Votants        | Votants                | Votants        | 7 765        | 66,84        | 7 258       | 62,47       |
| Blancs et nuls | Blancs et nuls         | Blancs et nuls | 279          | 3,59         | 219         | 3,02        |
| Exprimés       | Exprimés               | Exprimés       | 7 486        | 96,41        | 7 039       | 96,98       |

*sortant

### Canton de La Ferté-Vidame
| Candidats      | Candidats          | Étiquette      | Premier tour | Premier tour |
| Candidats      | Candidats          | Étiquette      | Voix         | %            |
| -------------- | ------------------ | -------------- | ------------ | ------------ |
|                | Jacques Dussutour* | RPR            | 865          | 71,31        |
|                | Philippe Breton    | FN             | 201          | 16,57        |
|                | Annie Chartrain    | PCF            | 147          | 12,12        |
|                |                    |                |              |              |
| Inscrits       | Inscrits           | Inscrits       | 1 764        | 100,00       |
| Abstention     | Abstention         | Abstention     | 454          | 25,74        |
| Votants        | Votants            | Votants        | 1 310        | 74,26        |
| Blancs et nuls | Blancs et nuls     | Blancs et nuls | 97           | 7,40         |
| Exprimés       | Exprimés           | Exprimés       | 1 213        | 92,60        |

*sortant

### Canton d'Illiers-Combray
| Candidats      | Candidats         | Étiquette      | Premier tour | Premier tour | Second tour | Second tour |
| Candidats      | Candidats         | Étiquette      | Voix         | %            | Voix        | %           |
| -------------- | ----------------- | -------------- | ------------ | ------------ | ----------- | ----------- |
|                | Jacques Guillard  | DVD            | 1 950        | 40,79        | 2 307       | 54,85       |
|                | Michel Chevallier | PS             | 1 148        | 24,01        | 1 899       | 45,15       |
|                | Hélène Utzinger   | FN             | 674          | 14,10        |             |             |
|                | Guy Deseez        | PCF            | 416          | 8,70         |             |             |
|                | Daniel Girard     | Verts          | 402          | 8,41         |             |             |
|                | Jean Ravet        | DVD            | 191          | 3,99         |             |             |
|                |                   |                |              |              |             |             |
| Inscrits       | Inscrits          | Inscrits       | 6 790        | 100,00       | 6 790       | 100,00      |
| Abstention     | Abstention        | Abstention     | 1 742        | 25,66        | 2 301       | 33,89       |
| Votants        | Votants           | Votants        | 5 048        | 74,34        | 4 489       | 66,11       |
| Blancs et nuls | Blancs et nuls    | Blancs et nuls | 267          | 5,29         | 283         | 6,30        |
| Exprimés       | Exprimés          | Exprimés       | 4 781        | 94,71        | 4 206       | 93,70       |

### Canton de Janville
| Candidats      | Candidats               | Étiquette      | Premier tour | Premier tour | Second tour | Second tour |
| Candidats      | Candidats               | Étiquette      | Voix         | %            | Voix        | %           |
| -------------- | ----------------------- | -------------- | ------------ | ------------ | ----------- | ----------- |
|                | Jean-Yves de Franciosi* | PS             | 1 741        | 38,36        | 2 006       | 47,33       |
|                | Martial Chevallier      | RPR            | 1 570        | 34,60        | 2 232       | 52,67       |
|                | Jean-Claude Denis       | DVD            | 671          | 14,79        | Retrait     | Retrait     |
|                | Rolande Fraillon        | FN             | 404          | 8,90         |             |             |
|                | Didier Riviere          | PCF            | 152          | 3,35         |             |             |
|                |                         |                |              |              |             |             |
| Inscrits       | Inscrits                | Inscrits       | 6 359        | 100,00       | 6 359       | 100,00      |
| Abstention     | Abstention              | Abstention     | 1 613        | 25,37        | 1 947       | 30,62       |
| Votants        | Votants                 | Votants        | 4 746        | 74,63        | 4 412       | 69,38       |
| Blancs et nuls | Blancs et nuls          | Blancs et nuls | 208          | 4,38         | 174         | 3,94        |
| Exprimés       | Exprimés                | Exprimés       | 4 538        | 95,62        | 4 238       | 96,06       |

*sortant

### Canton de Maintenon
| Candidats      | Candidats        | Étiquette      | Premier tour | Premier tour | Second tour | Second tour |
| Candidats      | Candidats        | Étiquette      | Voix         | %            | Voix        | %           |
| -------------- | ---------------- | -------------- | ------------ | ------------ | ----------- | ----------- |
|                | René Gallas*     | UDF            | 5 568        | 47,17        | 6 408       | 67,18       |
|                | Eric Bretillard  | PS             | 1 892        | 16,03        | 3 131       | 32,82       |
|                | Gerard Laboureur | Verts          | 1 821        | 15,43        |             |             |
|                | Max Torok        | FN             | 1 801        | 15,26        |             |             |
|                | Rolande Pegorier | PCF            | 721          | 6,11         |             |             |
|                |                  |                |              |              |             |             |
| Inscrits       | Inscrits         | Inscrits       | 18 314       | 100,00       | 18 314      | 100,00      |
| Abstention     | Abstention       | Abstention     | 5 902        | 32,23        | 7 966       | 43,50       |
| Votants        | Votants          | Votants        | 12 412       | 67,77        | 10 348      | 56,50       |
| Blancs et nuls | Blancs et nuls   | Blancs et nuls | 609          | 4,91         | 809         | 7,82        |
| Exprimés       | Exprimés         | Exprimés       | 11 803       | 95,09        | 9 539       | 92,18       |

*sortant

### Canton de Mainvilliers
| Candidats      | Candidats                 | Étiquette      | Premier tour | Premier tour | Second tour | Second tour |
| Candidats      | Candidats                 | Étiquette      | Voix         | %            | Voix        | %           |
| -------------- | ------------------------- | -------------- | ------------ | ------------ | ----------- | ----------- |
|                | Jean-Jacques Chatel       | PS             | 2 161        | 30,07        | 2 843       | 44,27       |
|                | Jean-François Le Brizault | DVD            | 1 852        | 25,77        | 2 481       | 38,63       |
|                | Denise Debort             | FN             | 1 281        | 17,83        | 1 098       | 17,10       |
|                | Miguel Ferron             | Verts          | 955          | 13,29        |             |             |
|                | Jack Le Clainche          | DVD            | 470          | 6,54         |             |             |
|                | Jean-Pierre Vidal         | PCF            | 467          | 6,50         |             |             |
|                |                           |                |              |              |             |             |
| Inscrits       | Inscrits                  | Inscrits       | 11 592       | 100,00       | 11 592      | 100,00      |
| Abstention     | Abstention                | Abstention     | 3 910        | 33,73        | 4 805       | 41,45       |
| Votants        | Votants                   | Votants        | 7 682        | 66,27        | 6 787       | 58,55       |
| Blancs et nuls | Blancs et nuls            | Blancs et nuls | 496          | 6,46         | 365         | 5,38        |
| Exprimés       | Exprimés                  | Exprimés       | 7 186        | 93,54        | 6 422       | 94,62       |

### Canton de Nogent-le-Rotrou
| Candidats      | Candidats        | Étiquette      | Premier tour | Premier tour | Second tour | Second tour |
| Candidats      | Candidats        | Étiquette      | Voix         | %            | Voix        | %           |
| -------------- | ---------------- | -------------- | ------------ | ------------ | ----------- | ----------- |
|                | Patrick Hoguet*  | UDF            | 3 193        | 40,09        | 4 023       | 52,60       |
|                | François Huwart  | PRG            | 2 781        | 34,92        | 3 625       | 47,40       |
|                | André Plenacoste | FN             | 766          | 9,62         |             |             |
|                | Philippe Mouret  | Verts          | 492          | 6,18         |             |             |
|                | Patrick Dubourg  | PS             | 447          | 5,61         |             |             |
|                | Maurice Tropinat | PCF            | 286          | 3,59         |             |             |
|                |                  |                |              |              |             |             |
| Inscrits       | Inscrits         | Inscrits       | 11 415       | 100,00       | 11 415      | 100,00      |
| Abstention     | Abstention       | Abstention     | 3 037        | 26,61        | 3 318       | 29,07       |
| Votants        | Votants          | Votants        | 8 378        | 73,39        | 8 097       | 70,93       |
| Blancs et nuls | Blancs et nuls   | Blancs et nuls | 413          | 4,93         | 449         | 5,55        |
| Exprimés       | Exprimés         | Exprimés       | 7 965        | 95,07        | 7 648       | 94,45       |

*sortant

### Canton d'Orgères-en-Beauce
| Candidats      | Candidats      | Étiquette      | Premier tour | Premier tour | Second tour | Second tour |
| Candidats      | Candidats      | Étiquette      | Voix         | %            | Voix        | %           |
| -------------- | -------------- | -------------- | ------------ | ------------ | ----------- | ----------- |
|                | René Audouin*  | PS             | 1 372        | 45,81        | 1 559       | 52,04       |
|                | Bruno Robert   | RPR            | 1 294        | 43,21        | 1 437       | 47,96       |
|                | Marcel Marion  | FN             | 211          | 7,05         |             |             |
|                | Albert Hornez  | PCF            | 118          | 3,94         |             |             |
|                |                |                |              |              |             |             |
| Inscrits       | Inscrits       | Inscrits       | 3 957        | 100,00       | 3 956       | 100,00      |
| Abstention     | Abstention     | Abstention     | 817          | 20,65        | 856         | 21,64       |
| Votants        | Votants        | Votants        | 3 140        | 79,35        | 3 100       | 78,36       |
| Blancs et nuls | Blancs et nuls | Blancs et nuls | 145          | 4,62         | 104         | 3,35        |
| Exprimés       | Exprimés       | Exprimés       | 2 995        | 95,38        | 2 996       | 96,65       |

*sortant

### Canton de Thiron-Gardais
| Candidats      | Candidats           | Étiquette      | Premier tour | Premier tour | Second tour | Second tour |
| Candidats      | Candidats           | Étiquette      | Voix         | %            | Voix        | %           |
| -------------- | ------------------- | -------------- | ------------ | ------------ | ----------- | ----------- |
|                | Luc Lamirault       | DVD            | 1 274        | 44,99        | 1 582       | 57,80       |
|                | Philippe Lamirault* | PS             | 1 005        | 35,49        | 1 155       | 42,20       |
|                | Michel Lanier       | FN             | 379          | 13,38        |             |             |
|                | Jean Vallois        | PCF            | 174          | 6,14         |             |             |
|                |                     |                |              |              |             |             |
| Inscrits       | Inscrits            | Inscrits       | 4 019        | 100,00       | 4 018       | 100,00      |
| Abstention     | Abstention          | Abstention     | 989          | 24,61        | 1 134       | 28,22       |
| Votants        | Votants             | Votants        | 3 030        | 75,39        | 2 884       | 71,78       |
| Blancs et nuls | Blancs et nuls      | Blancs et nuls | 198          | 6,53         | 147         | 5,10        |
| Exprimés       | Exprimés            | Exprimés       | 2 832        | 93,47        | 2 737       | 94,90       |

*sortant